# チョン・セラン
チョン・セラン（朝鮮語：정세랑、鄭世朗、Chung Serang、1984年9月15日 - ）は、韓国のサイエンス・フィクション、ファンタジー作家。

## 経歴
高麗大学校で韓国文学部と歴史教育学部を専攻。デビュー前は編集者として民音社と文学トンネに勤務していた。2013年にはチャンビ長編小説賞を、2017年には韓国日報文学賞を受賞している。
26歳のとき、自身の著作が日本語で出版されたことで、チョン・セランは邦訳のある大韓民国の作家としては最も若い小説家となった。著作の一つ、『保健室のアン・ウニョン先生』(보건교사 안은영)は、2020年にネットフリックスオリジナル作品として映像化され、チョン・セラン自身もシナリオを手掛けた。

## 受賞歴
- 2013年『アンダー、サンダー、テンダー』でチャンビ長編小説賞
- 2017年『フィフティ・ピープル』で韓国日報文学賞

## 邦訳作品
- 『アンダー、サンダー、テンダー』吉川凪訳、クオン、新しい韓国の文学、2015年7月
- 『フィフティ・ピープル』斎藤真理子訳、亜紀書房、となりの国のものがたり1、2018年9月
- 『保健室のアン・ウニョン先生』斎藤真理子訳、亜紀書房、チョン・セランの本01、2020年3月
- 『屋上で会いましょう』すんみ訳、亜紀書房、チョン・セランの本02、2020年6月
- 『声をあげます』斎藤真理子訳、亜紀書房、チョン・セランの本03、2021年6月
- 『シソンから、』斎藤真理子訳、亜紀書房、チョン・セランの本04、2021年12月
- 『地球でハナだけ』すんみ訳、亜紀書房、チョン・セランの本05、2022年7月
- 『私たちのテラスで、終わりを迎えようとする世界に乾杯』すんみ訳、早川書房、2024年11月

## 著作

### 小説
- 「ドリーム、ドリーム、ドリーム」（2010年）雑誌『ファンタスティック』掲載

- 『八重歯が見たい』（덧니가 보고 싶어）（2011年）
- 『地球でハナだけ』（지구에서 한아뿐）（2012年）
- 『アンダー、サンダー、テンダー（原題：これだけ近くに）』（이만큼 가까이）（2014年）
- 『ジェイン、ジェウク、ゼフン』（재인, 재욱, 재훈）（2014年）
- 『保健室のアン・ウニョン先生』（보건교사 안은영）（2015年）
- 『フィフティ・ピープル』（피프티 피플）（2016年）

### 短編集
- 『屋上で会いましょう』（옥상에서 만나요）（2017年）
- 『声を差し上げます』（목소리를 드릴게요）（2019年）